# Wii Linux Project
Wii Linux Project är ett projekt som syftar till att utveckla ett alternativt linuxbaserat operativsystem till spelkonsolen Wii från Nintendo. 